# اکسلو
اکسلو (به هلندی: Exloo) یک منطقهٔ مسکونی در هلند است که در بورخر-ادورن واقع شده‌است. اکسلو ۱٬۷۶۷ نفر جمعیت دارد.